# What Lies Beneath (Robin Trower)
What Lies Beneath is een studioalbum dat door Robin Trower werd uitgebracht in het jaar 2009.
De opnamen voor dat album begonnen op 8 september 2008 en zouden tot 8 maart 2009 duren, toen het album voor de mastering werd aangeboden. Trower heeft zijn eerdere losse werk losgelaten en is weer perfectionist geworden, zoals in de begintijd van zijn solocarrière. De muziek is dan ook in vergelijking tot de begin jaren 70 nauwelijks veranderd; de nummers zijn even traag en loom als bij zijn eerste muziekalbum. Op het album staat slechts één track waarvan het tempo het normale tempo overstijgt, maar Trower keert vrijwel direct weer terug naar zijn voor hem te bespelen tempo. Ook nu deed de muziek denken aan Jimi Hendrix. Het album dat is opgenomen in Godalming werd geproduceerd door basgitarist Livingstone Brown. De opnamen moest regelmatig onderbroken worden, omdat Trower te vermoeid was.

## Musici
- Robin Trower – gitaar, zang
- Levingstone Brown – basgitaar, arrangementen voor strijkers
- Sam van Essen – slagwerk
- Roger Cotton – orgel
- Chris Taggart – slagwerk op 2, 8 en 9.

## Composities
Allen door Trower:
1. Wish you were mine
2. What lies beneath
3. As you watch each city fall (deel 1)
4. As you watch each city fall (deel 2)
5. Freefall
6. Once the spell is broken
7. Sleeping on the moon
8. Time and emotion
9. Skin and bone
10. Buffalo blues
11. Find a place

## Bron
- de compact disc